# محمد زكي
فريق أول محمد أحمد زكي قائد عسكري مصري، من مواليد 29 يناير 1956، يشغل حاليا منصب مساعد رئيس الجمهورية لشئون الدفاع، وشغل سابقاً منصب القائد العام للقوات المسلحة المصرية ووزير الدفاع والإنتاج الحربي.

## التأهيل العلمي والعسكري
- بكالوريوس العلوم العسكرية (تخرج في الكلية الحربية في 1 أبريل 1977 - الدفعة 69 حربية).
- حاصل على جميع الفرق التأهيلية لسلاح المشاة.
- حاصل على الفرق الفنية لسلاح المظلات.
- دورة أركان حرب عام.
- دورة كلية الحرب العليا.
- الدورة العليا لكبار القادة.[3]

## مسيرته المهنية
- تدرج في جميع الوظائف القيادية بوحدات المظلات.
- عُيّن قائدًا لوحدات المظلات في الفترة من 18 ديسمبر 2008 حتى 11 أغسطس 2012.
- عُيّن قائدًا للحرس الجمهوري اعتبارا من 12 أغسطس 2012.
- تم ترقيته إلى رتبة الفريق في يناير 2017.[3]
- تم ترقيته إلى رتبة الفريق أول في 28 يوليو 2018.[4]

## الأوسمة والأنواط والميداليات
- ميدالية 30 يونيو 2013.
- ميدالية 25 يناير 2011.
- نوط التدريب من الطبقة الأولى.
- نوط الواجب العسكري.
- ميدالية الخدمة الطويلة والقدوة الحسنة.
- نوط الخدمة الممتازة.[3]

## الحالة الاجتماعية
متزوج ولديه ثلاثة أبناء.